# Joseph Mezzara
Joseph Ernest Amédée Mezzara (New York, 2 maart 1820 – Parijs, 12 juli 1901) was een Amerikaans-Franse beeldhouwer.

## Leven en werk
Mezzara was een zoon van Thomas François Gaspard Mezzara (1774-1845) en Marie Angélique Foulon, zij waren beiden schilders. Het gezin Mezzara verhuisde een paar keer heen en weer tussen Frankrijk en Amerika, maar de jonge Mezzara groeide vooral op in Parijs. 
Mezzara kreeg les van de schilder Jean-Pierre Granger, de beeldhouwer David d'Angers en de uit Nederland afkomstige schilder Ary Scheffer. Hij nam tussen 1852 en 1875 meerdere keren deel aan de Parijse salon. Een van Mezzara's eigen leerlingen was Ferdinand Leenhoff en via hem leerde hij diens zuster Mathilde kennen, met wie Mezzara in 1856 trouwde. Hij werd hierdoor eveneens zwager van Suzanne en Édouard Manet.
Na het overlijden van zijn leermeester Scheffer in 1858, werden er plannen gemaakt om een monument op te richten in diens geboorteplaats Dordrecht. Het aanvankelijke ontwerp van Frédéric Auguste Bartholdi viel niet in de smaak bij Scheffers dochter Cornelia. Zij maakte daarop samen met Mezzara een nieuw ontwerp. Het werd het eerste monument voor een eigentijdse kunstenaar in Nederland. Het beeld werd in 1862 onthuld, in aanwezigheid van de beeldhouwer. In 2001 werd het aangewezen als rijksmonument.
Mezzara overleed in 1901 in Parijs.

## Werken
- Standbeeld van Ary Scheffer (1862) op het Scheffersplein in Dordrecht
- Buste van Alfred de Musset (1868) in het Théatre Français in Parijs

- Bibliothèque nationale de France: cb149150898 (data)
- RKD-Nederlands Instituut voor Kunstgeschiedenis: 372065
- Système universitaire de documentation: 193360381
- Virtual International Authority File: 173146573784738100199